# P3O
P3O – brytyjski przewodnik wchodzący w skład najlepszych praktyk zarządzania, tzw. Best Management Practices, opublikowany przez Office of Government Commerce przedstawiający jak tworzyć i utrzymywać biura, które wspierają wdrażanie i przeprowadzanie zmian w ramach konkretnej organizacji.
Pojęcie P3O odnosi się przede wszystkim do „modelu P3O”, czyli struktury stworzonej w celu dostarczania funkcji i usług w organizacji poprzez biura projektów, programów oraz portfeli.

## Charakterystyka portfeli, programów i projektów
- Portfel – obejmuje całość zmian w ramach organizacji traktowanych jako inwestycja w celu osiągnięcia celów na poziomie strategicznym. Powołany aby wspomóc działalność strategiczną i uzyskać płynność pomiędzy realizowanymi zmianami organizacyjnymi a działalnością codzienną organizacji. W skład portfela wchodzą m.in. realizowane w strukturach organizacji programy i projekty.
- Program – długotrwałe przedsięwzięcie o określonej strukturze organizacyjnej stworzonej do nadzorowania i koordynacji z poziomu strategicznego, realizowane tymczasowo, składające się z powiązanych ze sobą projektów i działań, realizowane w celu osiągnięcia produktów i korzyści bezpośrednio zgodnych ze strategicznymi celami organizacji, w której zostaje powołane. W skład programu wchodzi kilka projektów realizowanych w strukturach organizacji.
- Projekt – przedsięwzięcie realizowane przez wcześniej powołany zespół, w określonych ramach czasowych, z określonym budżetem i o danym zakresie, charakteryzujące się dużą złożonością i unikalnością oraz dostarczające jeden lub kilka produktów w ramach wcześniej określonego celu i zgodności z uzasadnieniem biznesowym.

## Modele P3O
Najczęściej model P3O rozwija się wraz z organizacją, przede wszystkim patrząc pod kątem celów biznesowych organizacji. Model może być również specjalnie zaprojektowany na potrzeby organizacji i dostosowany do działalności i wymagań organizacyjnych. Decydującymi czynnikami przy wdrażaniu modelu są: wielkość i struktura organizacji, stosowana polityka zarządzania zasobami oraz stopień dojrzałości. Biorąc pod uwagę wyżej wymienione czynniki można odpowiedzieć na pytanie jaki model P3O będzie współgrał z organizacją, ile biur powinno zostać utworzonych i gdzie fizycznie one mają się znajdować oraz jakie usługi i funkcje będą świadczyć.
- Model Biura Portfela Organizacji – występuje na poziomie całej organizacji jako pojedyncza jednostka. Wspiera wyższą kadrę kierowniczą w działaniach planistycznych i realizacyjnych. Funkcjonuje także jako Centrum Doskonałości, w którego skład wchodzą powołane tymczasowo Biura Programów i Projektów jako wsparcie w realizacji nowych inicjatyw w organizacji.
- Model Hub and Spoke – model, w którym występuje jedno centralne Biuro Portfela Organizacji tzw. hub, które jest połączone z mniejszymi biurami tzw. spoke. Każde ze zdecentralizowanych biur stanowi podzbiór celów biznesowych, funkcji oraz usług biura głównego. Przebieg informacji następuje przez biura typu spoke do centralnego biura typu hub.
- Model Biura Tymczasowego – model nie przewiduje stałego Biura Portfela ani biur typu hub, natomiast zostają ustanowione Biura Programów i Projektów o charakterze tymczasowym, w momencie gdy pojawia się inicjatywa projektowa, która wymaga wsparcia na wyższym poziomie.
- Model Biura Wirtualnego – nie istnieje fizyczne centralne biuro. Natomiast funkcje Biur Projektów, Programów i Portfeli są sprawowane w ramach całej organizacji przez jednostki biznesowe lub funkcyjne.
- Model Małej Organizacji – w niewielkich organizacjach tworzone jest małe biuro, a najczęściej jest to tylko jedna osoba, która odpowiada za spójność metod, szkoleń itd.